# Kostel Jména Panny Marie (Vrakuňa)
Farní Kostel Jména Panny Marie se nachází v městské části Vrakuňa, v okrese Bratislava II v Poľnohospodárské ulici.
Kaple Jména Panny Marie byla postavena v roce 1879. V roce 1991, po zřízení samostatné farnosti ve Vrakuni, se stala farním kostelem. Jelikož kapacitně zdaleka nestačila potřebám, bylo rozhodnuto začít s přístavbou nové části – hlavní lodi s půdorysem tvaru slzy. Základní kámen a staveniště přístavby kostela byly posvěceny 28. února 1993. Nový kostel byl dán do užívání 1. ledna 1994. Slavnostní svěcení vykonal arcibiskup Ján Sokol 9. září 1995. Původní kaple byla zachována a plní funkci boční kaple.
Architektonický návrh přístavby a rekonstrukce vypracoval ateliér BKU – Bogár Králík Urban, ateliér architektury a designu ve spolupráci s Martinem Kvasnicou. V roce 1995 získal objekt nominaci na cenu Dušana Jurkoviče za architekturu.
Kromě farního kostela se ve Vrakuni nachází i kaple sv. Petra a Pavla z roku 1880 na Hradské ulici. V roce 2011 proběhla její kompletní rekonstrukce.